# Retrogradeprobleem
Een retrogradeprobleem is een schaakprobleem waarbij moet worden vastgesteld hoe de gegeven stelling tot stand is gekomen. Het is een aparte tak van schaakproblemen, gebaseerd op de eis dat elke probleemstelling op een legale manier moet kunnen zijn ontstaan. De oplossingstechniek heet retrograde-analyse, en is zelden nodig om een normaal schaakprobleem op te lossen, dat bestaat uit de vraag wat de beste zet is in een gegeven stelling.
Enkele vragen die in een retrogradeprobleem aan bod kunnen komen:
- Mag er in de gegeven stelling nog worden gerokeerd?
- Mag er op de eerste zet en passant worden geslagen?
- Wie is er aan zet?

Een voorbeeld van het laatste is een stelling waarbij beide spelers mat kunnen afdwingen, als ze aan zet zijn. Kan men aantonen welke speler aan zet is, dan is er nog maar één legale oplossing.
Een ander type probleem heeft als stelling "Wit neemt 1 zet terug en geeft dan mat in 1". Doordat wit bijvoorbeeld de rokade terugneemt, bewijst wit daarmee dat niet mag rokeren (de redding voor zwart tegen het mat in 1).
Weer een ander type stelling heeft als thema "wit speelt en maakt remise"; Zo op het oog staat wit verloren, maar men bewijst dat het remise is met een beroep op de Vijftigzettenregel.
Een ander soort probleem is, dat er drie dezelfde witte figuren op het bord staan (of 2 wit-veldige lopers) en men moet bewijzen welke uit promotie is ontstaan.
Voor schaakproblemen (en dus ook voor retrograde) geldt:
- De stelling moet uit legale zetten tot stand zijn gekomen.
- Rokeren mag altijd tenzij bewezen wordt dat het niet mag.
- En passant slaan mag nooit tenzij bewezen wordt dat het wel mag.

## Voorbeeld
De stelling hiernaast is ontstaan doordat één stuk per ongeluk van het bord werd gegooid. Welk stuk is het en waar stond het?
Om hier antwoord op te kunnen geven, is het noodzakelijk om te achterhalen hoe de stelling is ontstaan.
| De clou van het probleem is dat er dubbelschaak wordt gegeven door en passant te slaan met pionnen die in de gegeven opgave niet meer aanwezig zijn. \| 8 \| \| \| \| \| \| \| \| \| \| 7 \| \| \| \| \| \| \| \| \| \| 6 \| \| \| \| \| \| \| \| \| \| 5 \| \| \| \| \| \| \| \| \| \| 4 \| \| \| \| \| \| \| \| \| \| 3 \| \| \| \| \| \| \| \| \| \| 2 \| \| \| \| \| \| \| \| \| \| 1 \| \| \| \| \| \| \| \| \| \| \| a \| b \| c \| d \| e \| f \| g \| h \| De laatste zetten waren als volgt: 1. ... Ld5† 2. c2-c4 b4×c3 e.p.†† 3. Kb3×c3† Het ontbrekende stuk is natuurlijk de koning. Zwart staat in de opgave schaak, tenzij de witte koning op b3 of c2 stond toen deze van het bord werd gegooid. Op c2 kan niet, want de koningen mogen nooit naast elkaar komen. Op b3 kan ook niet, want dan staat wit dubbelschaak, en dat kan niet ontstaan zijn uit een loper- of torenzet van zwart. Wit moet dus de laatste zet gedaan hebben. Maar wat is wits laatste zet geweest? Het kan niet 1. La4† geweest zijn, want dan zou zwart voordien ook al schaak staan. De meeste oplossers komen hier tot de conclusie dat er geen oplossing is. Wit kan echter ook aftrekschaak gegeven hebben, door de witte koning te verzetten vanaf b3. Maar hoe is wit dan dubbelschaak komen te staan? Dat kan alleen als zwart daarvoor 2. ... b4×c3 e.p.†† speelde, en wit daarvoor 2. c2-c4, om zijn schaak op te heffen na 1. ... Ld5. De zwarte pion op c3 is weg, dus de laatst gespeelde zet van wit is 3. Kb3×c3†. De witte koning moet dus op c3 staan. |    |    |    |    |   |   |   |   |
| 8 |    |    |    |    |   |   |   |   |
| 7 |    | bd |    |    |   |   |   |   |
| 6 |    |    |    |    |   |   |   |   |
| 5 |    | rd |    |    |   |   |   |   |
| 4 | bl | pd |    |    |   |   |   |   |
| 3 |    | kl |    |    |   |   |   |   |
| 2 |    |    | pl |    |   |   |   |   |
| 1 |    |    |    | kd |   |   |   |   |
| | a  | b  | c  | d  | e | f | g | h |